# Enric Vicent Sòria i Parra
Enric Sòria (Oliva, Safor, 1958) és un assagista i poeta valencià.
És llicenciat en Història per la Universitat de València. En l'àmbit professional, ha treballat, entre d'altres, com a cap de redacció de cultura en el setmanari El Temps (1985-1988), traductor en la Diputació de València (1989-1997), redactor del diari Avui (1997-2001) i professor en la Universitat Ramon Llull (des de 1999). Com a escriptor, ha publicat els poemaris Mirall de miratges (1981), Varia et memorabilia (1984 i 1988, ampliada), guanyador del Premi València el 1983, El joc i el foc (1989), Compàs d'espera (1993) i L'instant etern (1999), Premi de la Crítica de l'Institut Interuniversitari de Filologia Valenciana i Premi Carles Riba. D'altra banda, ha publicat els reculls d'articles Incitacions (1997) i L'espill de Janus (2000) (Premi Crítica Serra d'Or d'assaig, 2001) i En el curs del temps (2010). És autor del dietari Mentre parlem: fragments d'un diari iniciàtic (1990), obra guardonada amb el Premi Joanot Martorell de 1990 i amb el Premi Crítica Serra d'Or de dietari de 1992, i el 2004 ha estat premiat amb el Carles Rahola d'assaig per La lentitud del mar (Dietari 1989-1996) que també va ser premiat amb el Premi Crítica Serra d'Or de dietari el 2006. També ha publicat l'assaig Trenta anys de cultura literària a la Safor (1959-1990) (1990). Així mateix, ha col·laborat en diverses revistes, com ara Daina, L'Ullal, Papers o Saó. Juntament amb Heike van Lawick ha traduït La metamorfosi (1989) de Franz Kafka i Confessions d'un opiòman anglès (1995) de Thomas de Quincey. La seua obra ha estat traduïda a diverses llengües. Des d'abril de 2016 és director de la Biblioteca d'Autors Valencians de la Institució Alfons el Magnànim - Centre Valencià d'Estudis i d'Investigació.